# (1110) Ярослава
(1110) Ярослава (лат. Jaroslawa) — типичный астероид главного пояса, который был открыт 10 августа 1928 года советским астрономом Григорием Неуйминым в Симеизской обсерватории и назван в честь его сына Ярослава Григорьевича Неуймина.

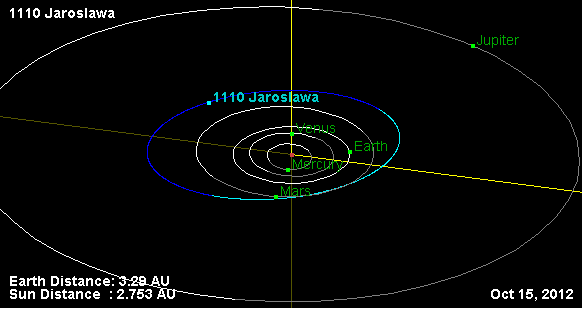
Орбита астероида Ярослава и его положение в Солнечной системе